# Saint-Jean-des-Baisants

Saint-Jean-des-Baisants este o comună în departamentul Manche, Franța. În 1 ianuarie 2018 avea o populație de 1.266 de locuitori.